# Bertrana nancho
Bertrana nancho Levi, 1989 è un ragno appartenente alla famiglia Araneidae.

## Etimologia
Il nome proprio della specie deriva dalla località peruviana di Montaña di Nancho, a 70 Km da Chaclayo.

## Distribuzione
La specie è stata reperita nel Perù: l'olotipo è stato rinvenuto a 70 Km da Chaclayo, (provincia di Cajamarca).

## Tassonomia
Al 2012 non sono note sottospecie e dal 1989 non sono stati esaminati nuovi esemplari.